# Belmont-de-la-Loire
Belmont-de-la-Loire is een gemeente in het Franse departement Loire (regio Auvergne-Rhône-Alpes). De plaats maakt deel uit van het arrondissement Roanne. Belmont-de-la-Loire telde op 1 januari 2022 1.429 inwoners.

## Geografie
De oppervlakte van Belmont-de-la-Loire bedroeg op 1 januari 2022 23,71 vierkante kilometer; de bevolkingsdichtheid was toen 60,3 inwoners per km².

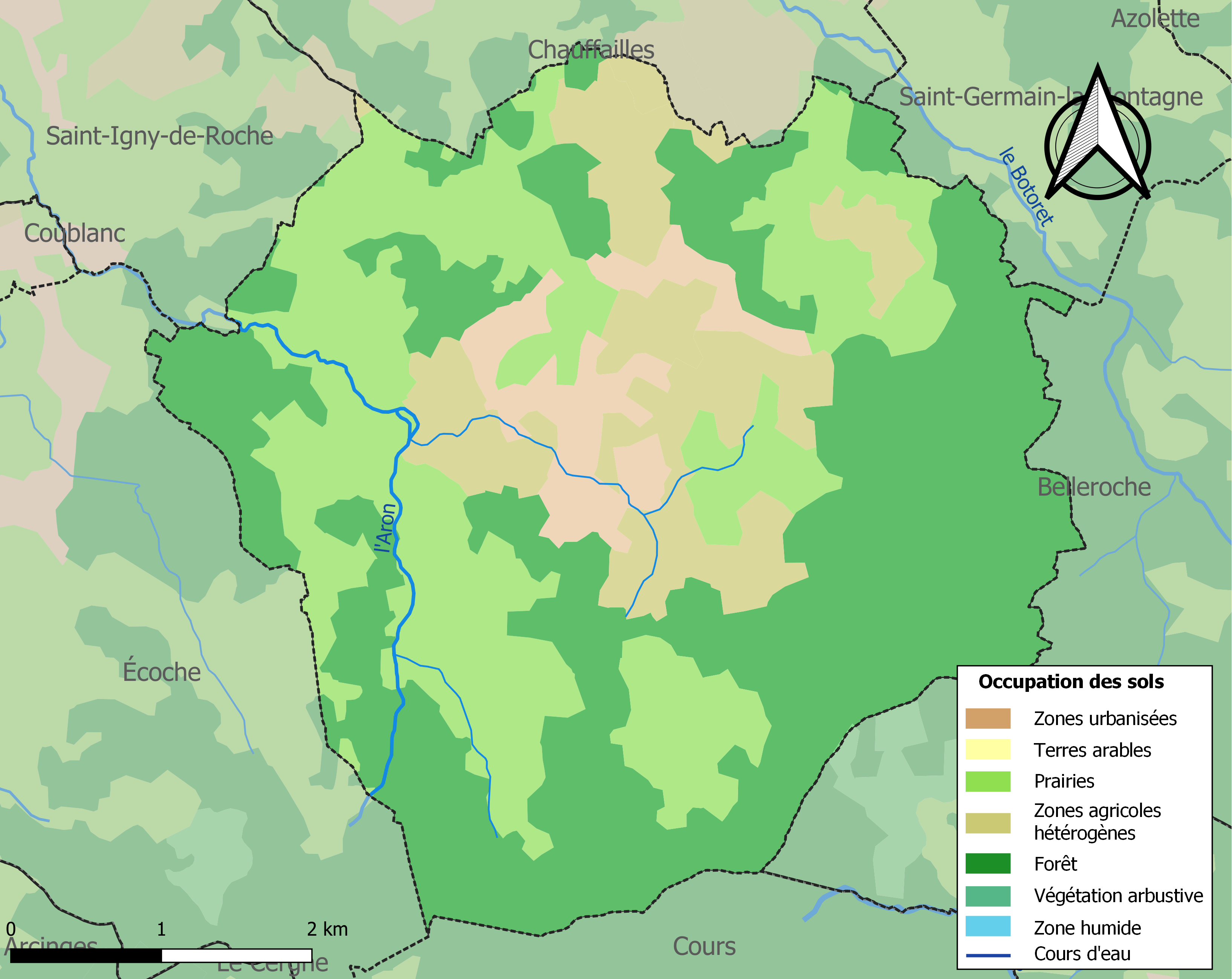
Kaart van de gemeente met de belangrijkste infrastructuur, bodemgebruik en omliggende gemeenten

## Demografie
Onderstaande figuur toont het verloop van het inwonertal (bron: INSEE-tellingen).